# (2948) Amosov
(2948) Amosov es un asteroide que forma parte del cinturón de asteroides y fue descubierto el 8 de octubre de 1969 por Liudmila Ivánovna Chernyj desde el Observatorio Astrofísico de Crimea, en Naúchni.

## Designación y nombre
Amosov fue designado inicialmente como 1969 TD2.
Más tarde, en 1984, se nombró en honor del médico soviético  Nikolái Amosov (1913-2002).

## Características orbitales
Amosov está situado a una distancia media de 2,863 ua del Sol, pudiendo alejarse hasta 3,174 ua y acercarse hasta 2,551 ua. Su inclinación orbital es 12,33 grados y la excentricidad 0,1089. Emplea en completar una órbita alrededor del Sol 1769 días.

## Características físicas
La magnitud absoluta de Amosov es 12,7 y el periodo de rotación de 7,4 horas.